# Festiwal Filmów Krótkometrażowych Jalari in Corto
Jalari in Corto – coroczny międzynarodowy festiwal filmów krótkometrażowych, organizowany od 2004 w sycylijskim mieście Barcellona Pozzo di Gotto (Włochy). To wydarzenie ma na celu promocję sztuki krótkiego metrażu. Każdego roku młodzi ludzie mogą przesyłać swoje prace do jednej z trzech kategorii konkursowych:
- Jalari in Corto w języku włoskim (lub z napisami w języku włoskim);
- Jalari in Corto w innym języku obcym (z napisami w języku angielskim);
- Jalari in Corto dla szkół.

W konkursie zwykle biorą udział filmy zrealizowane najwcześniej 3 lata przed bieżącym rokiem. Uwzględnia się wszystkie gatunki fikcji fabularnej trwającej nie dłużej niż 20 minut i zapisany w formacie DVD. Temat jest dowolny. Uczestnik nie ponosi żadnych kosztów związanych z rejestracją. Każdego roku pod koniec sierpnia jury oraz publiczność gromadzą się w parku etnograficznym Jalari, aby obejrzeć i ocenić filmy, które zakwalifikowały się na festiwal. Nagrody przyznawane są w następujących kategoriach:
- Najlepszy Film Krótkometrażowy
- Najlepsze Zdjęcia
- Najlepszy Aktor
- Nagroda Publiczności.